# کامبرلند اسنتر (مین)

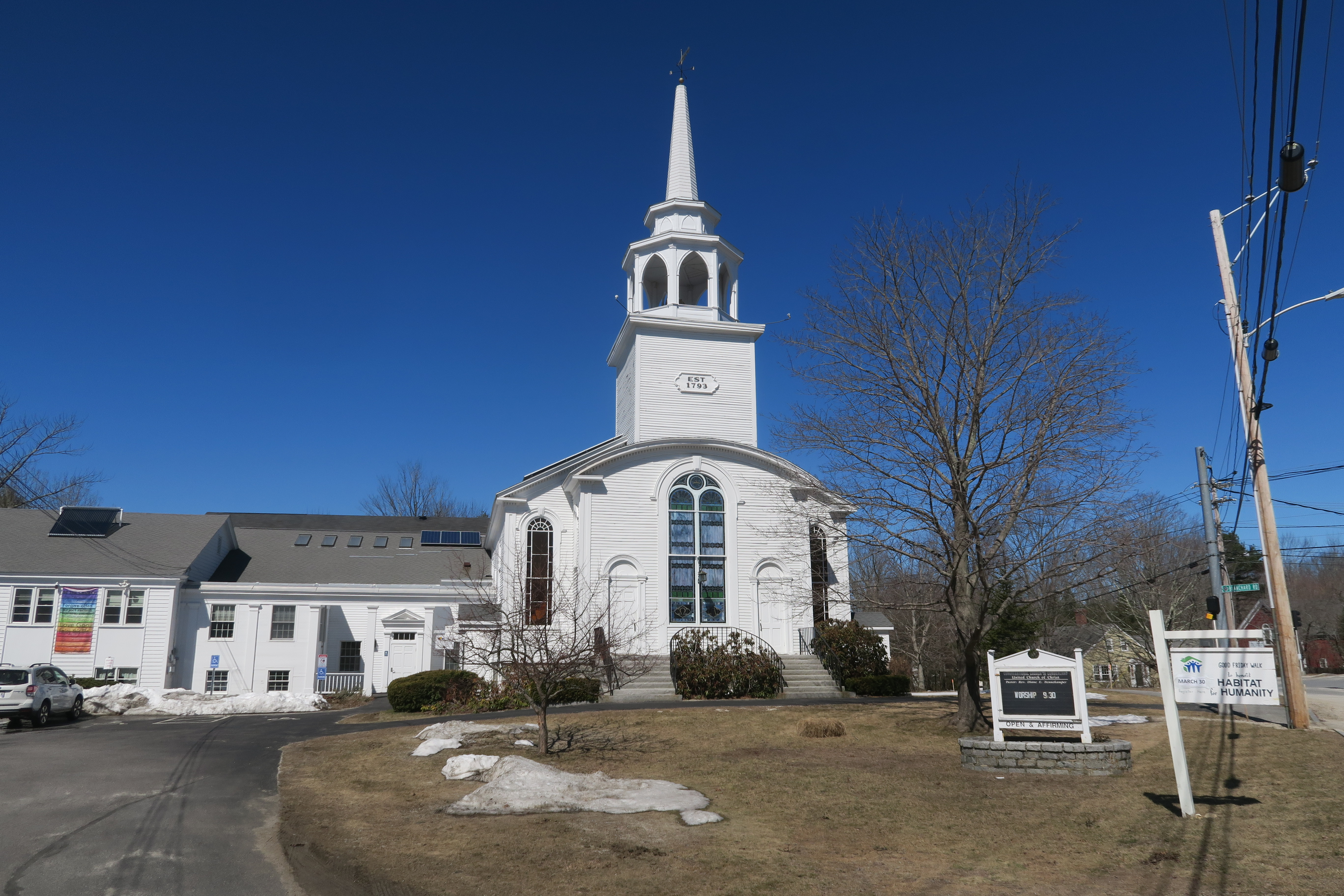
کلیسایی در کامبرلند

کامبرلند اسنتر(به انگلیسی: Cumberland Center) شهری در ایالت مین کشور ایالات متحده آمریکا است که جمعیت آن در سرشماری سال ۲۰۱۰ میلادی، ۲٬۴۹۹ نفر بوده‌است.